# Artur Albarran
Artur Manuel de Oliveira Rodrigues Albarran (Ilha de Moçambique, 16 de Janeiro de 1953 — Lisboa, 15 de fevereiro de 2022) foi um jornalista e empresário português.

## Biografia

### Profissional
Criado em Moçambique, onde o pai era empresário de corte e transformação de madeiras exóticas, Artur Albarran instalou-se em Portugal aos 18 anos. Começou pela mesma altura a sua carreira profissional no Rádio Clube Português, então repleto de futuras promessas da locução: Cândido Mota, José Nuno Martins, Joaquim Furtado, Jaime Fernandes ou Júlio Isidro.
Após o 25 de Abril de 1974 torna-se ativista da extrema-esquerda, filiando-se no Partido Revolucionário do Proletariado, a organização fundada por Carlos  Antunes e Isabel do Carmo, em 1973, por dissidência com o PCP. Aos microfones do Radio Clube Português, apoia a ocupação da Embaixada de Espanha, na Praça de Espanha, a 26 de Setembro de 1975 - " “A embaixada está a arder… E bem!” Já depois do 25 de Novembro, o PRP já fundido com as BR, continua a prática de  assaltos a bancos e a execução de vários atentados à bomba contra alvos civis, governamentais ou militares. Em 20 de Julho de 1978, uma operação policial de grande envergadura, prende a maioria dos dirigentes e operacionais.  Artur Albarran, avisado por um amigo, foge para França. Não deixa no entanto de ser acusado num dos processos das Brigadas Revolucionárias por ter participado num assalto a um banco Espírito Santo e Comercial de Lisboa, em Soure, juntamente com Maria do Carmo Silva Fráguas. Fugiu então para França, sendo julgado à revelia, mas só ficando livre das acusações em 1982, já depois de um julgamento o ter condenado, o respectivo julgamento anulado e repetido posteriormente, já depois de uma amnistia e que resultou na absolvição da maioria dos acusados.
De França foi para Inglaterra, onde trabalhou na BBC, iniciando também uma colaboração no programa de reportagens World in Action, da ITV. Viaja para os Estados Unidos e para o Brasil, regressando a Portugal, em 1980.
Admitido na RTP, integra a equipa fundadora de Grande Reportagem e destaca-se como enviado especial à Guerra do Golfo, no início de 1991. Ainda como repórter de guerra, acompanha o conflito na Somália, em 1992, quando as forças norte-americanas entraram naquele país, para tentar pôr fim à guerra civil. Assume também a chefia da redacção da RTP1 e da RTP2. Em 1988, lança-se para o jornal O Século Ilustrado, de que se torna diretor. 
Com o aparecimento das televisões privadas, Albarran muda-se para a TVI, em 1993, como apresentador de informação.
Em 1996, abandona a informação ao aceitar um convite da SIC. Nesta estação apresenta programas de entretenimento como A Cadeira do Poder (1997), Imagens Reais e Acorrentados (em 2001). Com Imagens Reais, popularizou a frase "a tragédia, o drama, o horror", bordão que utilizava no programa.
Em 1997 aceita o repto de um grupo de empresários e políticos norte-americanos para encabeçar os seus negócios em Portugal. À frente desses políticos e empresários está Frank Carlucci, ex-director da CIA e antigo embaixador em Portugal no pós-25 de Abril. Desta forma, afastou-se da televisão e tornou-se presidente do Conselho de Administração da EuroAmer, uma holding imobiliária, pertencente ao Grupo Carlyle.
Em 2005, com a falência da EuroAmer, Albarran seria alvo de uma investigação do Ministério Público, suspeito de branqueamento de capitais e falsificação de documentos. Foi detido pela Polícia Judiciária por suspeita de crimes económicos e branqueamento de capitais, mas nunca houve uma acusação. Depois da detenção Albarran saiu com termo de identidade e residência. Ao fim de sete anos, o caso foi arquivado.
Vivia entre Angola e a África do Sul, trocou Portugal pelo continente africano algum tempo depois de ter despoletado a investigação à empresa Euroamer SGPS, da qual era presidente do conselho de administração.

### Vida pessoal
Foi casado com Lisa Hardy, uma alemã quem tem duas filhas. Após a separação, Albarran ficou com o poder paternal das filhas que foram levadas por Lisa para a Alemanha, aproveitando uma visita de fim-de-semana antes do Natal de 2008.
Em 2011 foi-lhe diagnosticado uma leucemia. Foi sujeito a um autotransplante de medula óssea. E em julho de 2012, na reta final do tratamento no Instituto Português de Oncologia, reapareceu publicamente com a mulher Sandra Nobre aparentemente restabelecido.
Em agosto de 2021, ele foi hospitalizado com COVID-19.
Morreu a 15 de fevereiro de 2022, no Hospital de São Francisco Xavier, em Lisboa, onde se encontrava internado.